# فتافيت
فتافيت هي قناة طبخ ترفيهية مقرها في دبي، تبث القناة برامجها لواحد وعشرين بلد. كانت القناة تتبع لتخيل للترفيه. في نوفمبر 2012 أصبحت فتافيت تابعة لشركة ديسكفري كوميونيكيشنز وذلك بعد استحواذ الشركة على تخيل للترفيه. تبث القناة باللغتين العربية والإنجليزية، وقد ظهر في البرامج الإنجليزية مشاهير مثل مارثا ستيوارت، جيمي أوليفر ونايجيلا لاوسون.
في 1 أبريل 2016 لم تعد القناة مجانية حيث أعلنت عن تحولها للبث بدقة عالية الوضوح (HD) وانضمامها لباقة beIN وبذلك تم تشفيرها وإيقافها على قمر النايلسات ولمتابعتها يجب الاشتراك بالباقة.